# بي. إم. باور
بي. إم. باور (بالإنجليزية: B. M. Bower)‏ (15 نوفمبر 1871، كليفلاند في الولايات المتحدة - 23 يوليو 1940، لوس أنجلوس في الولايات المتحدة)؛ كاتِبة، سيناريست، مُدرسة وروائية أمريكية.

## روابط خارجية
- بي. إم. باور على موقع IMDb (الإنجليزية)
- بي. إم. باور على موقع الموسوعة البريطانية (الإنجليزية)
- بي. إم. باور على موقع قاعدة بيانات الفيلم (الإنجليزية)
- بي. إم. باور على موقع كينوبويسك (الروسية)